# ボルズナー
ボルズナー（ウクライナ語：Борзна́ ；意訳「早河」）は、ウクライナのチェルニーヒウ州ボルズナー地区にある市。ボルズナー川の支流ボルゼーンカ川河岸に位置する。面積は約160km²（2006年）。人口は約9,500人 (2025年）。

## 歴史
16世紀に集落として創建された。1634年に自治権をもらって町となった。1648年から1649年までにコサック国家ボルズナー連隊の連隊庁所在所であったが、後にチェルニーヒウ連隊とニージン連隊に編成された。